# Daniel Z. Romuáldez
Daniel Zialcita Romuáldez (11 septembre 1907 – 22 mars 1965) est un homme politique philippin, ancien député et président de la Chambre des représentants des Philippines.

## Carrière
Originaire de l'île de Leyte dans les Visayas orientales, il est issu d'une famille de politiciens. Il étudie le droit à l'université de Santo Tomas.
Il est élu député de la 4e circonscription de Leyte de 1949 à 1961, en tant que représentant du parti Parti nationaliste alors au pouvoir. En 1954, il devient vice-président (deputy speaker) de la Chambre des représentants, puis, en 1958, il succède à Jose Laurel Jr. comme président de la Chambre, ce jusqu'en 1962.
À partir de 1962, il est élu député dans la 1re circonscription de Leyte. Les libéraux ayant obtenu la majorité cette année-là, Romuáldez assure le rôle de président du groupe minoritaire à la Chambre. Il meurt d'une crise cardiaque en cours de mandat.

## Famille
Romuáldez est issu de deux familles prééminentes des Philippines, les Romuáldez et les López. Son père Miguel López Romuáldez est maire de Manille et son oncle Norberto Romuáldez député et juge à la cour suprême des Philippines. Son grand-père Daniel Romuáldez est officier de police durant la révolution puis officier de justice sous l'occupation américaine.
Il est le cousin d'Imelda Marcos (née Romuáldez) et un parent indirect du président Ferdinand Romuáldez Marcos Jr.,.
Romuáldez est marié à Paz Gueco, une des tantes de Benigno Aquino Jr..

## Postérité
L'aéroport Daniel Z. Romualdez de Tacloban est nommé en son honneur. L'hôpital Eastern Visayas Regional Medical Center de Tacloban a aussi porté son nom (Speaker Daniel Z. Romuáldez Memorial Hospital) de 1972 à 1986. Il en allait de même du département de pêcheries de l'université d'État des Visayas (autrefois la Daniel Z. Romuáldez Memorial School of Fisheries) jusqu'en 2001. Une statue lui est dédiée dans sa ville de naissance à Tolosa.